# August-Thyssen-Bank

Maschinengeschriebene Globalaktie der August Thyssen-Bank AG vom Juni 1955

August Thyssen-Bank war seit 1930 der Name einer Konzernbank, die schon seit 1923 unter der Firma Nordstern-Bank AG bestanden hatte. Ihre Geschäftssitze waren Amsterdam und zunächst Berlin, später Düsseldorf.

## Bank Voor Handel en Scheepvaart N.V.
Vor dem 9. November 1918 gründete August Thyssen die Bank Voor Handel en Scheepvaart N.V. in 18 Zuidblaak in Rotterdam.
Geschäftsführer waren H. J. Kouwenhoven, D. C. Schutte und Johann Groninger. Thyssen verfügte über ein weitverzweigtes Finanzdienstleisternetzwerk, das es erlaubte, weltweit Kapital zu transferieren.
Ein Element in diesem Netzwerk war die Union Banking Corporation (UBC) in New York. Die UBC wurde am 4. August 1924 von Averell Harriman mit einem Startkapital von 400.000 US-Dollar für die Bank voor Handel en Scheepvaart N.V. of Holland gegründet und diente als Niederlassung des Thyssenkonzerns in 39 Broadway, New York City. UBC war eine Bankverbindung der Vereinigte Stahlwerke AG.
Mit wechselnden Namen wurde auf Waffenproduktions- und Waffenhandelsrestriktionen des Friedensvertrages von Versailles reagiert.
Die 1923 gegründete Nordstern-Bank AG firmierte als Von der Heydt's Bank in Amsterdam und wurde 1927 von der Familie Thyssen übernommen. Ab 1930 wurde sie in August Thyssen-Bank umbenannt und Eigentümerin der Aktien der Bank Voor Handel en Scheepvaart N.V.
Am 20. Oktober 1942 wurden durch die Vesting Order No. 248 auf Grundlage des Trading with the Enemy Act die Aktien der Union Bank Corporation, deren Aktien durch die Netherlands NV Handelscompagnie Ruilverkeer gehalten wurden, beschlagnahmt, da dieses Unternehmen unter der Kontrolle von Heinrich Thyssen war.
Ab 1954 hatte die Bank eine Zweigniederlassung in Düsseldorf. 1962 wurde ihr Sitz dorthin verlegt.
In die Berichterstattung kam das Unternehmen durch den Thyssen-Bank-Prozess.